# نادية عكاشة
نادية عكاشة هي سياسية ووزيرة وأستاذة جامعية تونسية ولدت في تونس العاصمة في 1 يوليو من عام 1981.

## المسيرة السياسية
أدت دور بارز وكبير في فترة رئاسة الرئيس التونسي قيس سعيد حيث كانت مستشارة له ووزيرة وكانت مديرة الديوان السياسي في رئاسة الجمهورية التونسية في 2020 حتى إستقالتها من المنصب في 24 يناير من عام 2022 بينما صدر بالرائد الرسمي قرارا رئاسيا يقضي بإنهاء مهامها من الرئاسة. وأثارت ضجة في مايو من نفس السنة بسبب تصريحات مسربة تُنسب لها تقوم فيها بإنتقاد الرئيس التونسي قيس سعيد بشدة، وتعد من الشخصيات المؤثرة بشكل كبير في الساحة السياسية في تونس.

### قضية التسريبات الصوتية
في أواخر أبريل 2022، انتشرت على مواقع التواصل الإجتماعي تسجيلات صوتية منسوبة لمديرة الديوان الرئاسي السابقة نادية عكاشة تحمل "إساءات وتهكم من رئيس الجمهورية قيس سعيد" قائلة: «يتهموني بالإرتماء في أحضان الخارج. لكني لم أقبّل الأكتاف وليس مثله (سعيد) عندما رأى (الرئيس الفرنسي إيمانويل) ماكرون بدأ يرتعش والله العظيم.. ليس غلطتي أنه أصبح يرتعش عند لقاء ماكرون. بل هي غلطته بسبب نفسيته وهو من ارتمى يقبل الرجل». وذكرت في التسريب الصوتي المنسوب إليها، إن علاقة الرئيس قيس سعيد بزوجته إشراف شبيل، متوترة، مضيفة أنه كان يريد أن يتزوج شقيقة زوجته عاتكة شبيل التي تملك تأثير كبير على الرئيس سعيد، وفق قولها. بينما نفت نادية عكاشة صحة هذا التسريب الصوتي مؤكدة أنه "مفبرك".
عقب ذلك بأشهر، قضت المحكمة الابتدائية بتونس، الثلاثاء 17 يناير 2023، غيابيا بسجن عكاشة لمدة سنة وشهران (14 شهرا) على خلفية شكاية رفعتها ضدها شقيقة زوجة رئيس الجمهورية المحامية عاتكة شبيل.